# Andrena edashigei
Andrena edashigei là một loài Hymenoptera trong họ Andrenidae. Loài này được Hirashima mô tả khoa học năm 1960.